# Országos jármű
Az országos jármű katonai célokra kifejlesztett, alkatrészeiben szabványosított faanyagú, lóvontatta szekér, melyet a Magyar Királyi Honvédség alakított ki és rendszeresített a második világháború idején. Kialakítását tekintve létezett egy- és kétfogatos típusváltozata, melyeket elsősorban anyagmozgatásra, hadtápcélokra alkalmaztak, de 1940-től a járműre szerelhető, szintén tipizált „hordágyfüggesztő készülék” segítségével sebesültkihordásra is alkalmazhatóvá vált. A hordágyak könnyebb alkalmazását elősegítő berendezést dr. Frank orvos tábornok tervezte meg. A jármű terhelhetősége néhány száz kilogramm mértékű volt csupán, sebessége a lóvontatású szekerekhez mérten szokványos. Kettőnél több fogatolás nem ismert. Létrehozásuk és sorozatgyártásuk a magyar gazdaság és a haderő gépesítettségének elmaradása miatt volt indokolt, a győri program keretébeni fejlesztések nem hoztak kielégítő eredményt, többek között a 38M Botond tehergépjármű gyártási üteme is messze elmaradt az igényektől. Az országos jármű alkalmazása a háború végéig általános maradt a honvédségben.
Könnyített változatát, ami feltehetően az olcsóbb és gyorsabb gyártás miatt vált szükségessé, a könnyű országos járművet 1943-ban állították szolgálatba saját hámrendszerrel, az úgynevezett „könnyű országos szügyhámszerszám”-mal. A könnyített változat kialakítását feltételezhetően elősegítette a 2. hadsereg harcászati–hadműveleti utánpótlás-hálózatának 1943 év eleji elvesztése is, a szovjet területekre kivezényelt alakulatok utánszállítási feladatainak ellátása jóformán meghiúsult.
Az országos jármű feladatorientált változatait a szakcsapatok céljaira kialakított és tipizált felépítményekkel látták el. Ilyenek voltak a tüzérségi lőanyagok (löveglövedékek, hajítótöltetek) szállítására alkalmas változatok is. Téli alkalmazás idején felszerelhetőek voltak csúszótalpakkal is, melyeket a mellső és hátsó kerekek tengelyeire szereltek fel.